# Municipio de Rockefeller
El municipio de Rockefeller  (en inglés: Rockefeller Township) es un municipio ubicado en el condado de Northumberland en el estado estadounidense de Pensilvania. En el año 2000 tenía una población de 2.221 habitantes y una densidad poblacional de 41 personas por km².

## Geografía
El municipio de Rockefeller se encuentra ubicado en las coordenadas 40°50′00″N 76°45′29″O / 40.83333, -76.75806.

## Demografía
Según la Oficina del Censo en 2000 los ingresos medios por hogar en la localidad eran de $42,212 y los ingresos medios por familia eran $47,800. Los hombres tenían unos ingresos medios de $34,063 frente a los $21,969 para las mujeres. La renta per cápita para la localidad era de $19,004. Alrededor del 8,8% de la población estaban por debajo del umbral de pobreza.